# Blaine (Maine)
Blaine – miasto w Stanach Zjednoczonych, w stanie Maine, w hrabstwie Aroostook.